# Barros (Vila Verde)
Barros é uma povoação portuguesa do Município de Vila Verde, que foi sede da Freguesia de Barros, freguesia que tinha 2,69 km² de área e 335 habitantes (2011), tendo, por isso, uma densidade populacional de 124,5 hab/km².
A Freguesia de Barros foi extinta (agregada) em 2013, no âmbito de uma reforma administrativa nacional, para, em conjunto com as Freguesias de Sande, Vilarinho e Gomide, formar uma nova freguesia denominada União das Freguesias de Sande, Vilarinho, Barros e Gomide.

## História
Pertencia ao concelho de Pico de Regalados. Três dos lugares da paróquia pertenciam ao concelho de Aboim da Nóbrega. Após a extinção deste concelho, por decreto de 31 de Dezembro de 1853, a paróquia passou a integrar na totalidade o concelho de Pico de Regalados, extinto igualmente por decreto de 24 de Outubro de 1855, data em que passou para o concelho de Vila Verde.

## População
| População da freguesia de Barros | População da freguesia de Barros | População da freguesia de Barros | População da freguesia de Barros | População da freguesia de Barros | População da freguesia de Barros | População da freguesia de Barros | População da freguesia de Barros | População da freguesia de Barros | População da freguesia de Barros | População da freguesia de Barros | População da freguesia de Barros | População da freguesia de Barros | População da freguesia de Barros | População da freguesia de Barros |
| -------------------------------- | -------------------------------- | -------------------------------- | -------------------------------- | -------------------------------- | -------------------------------- | -------------------------------- | -------------------------------- | -------------------------------- | -------------------------------- | -------------------------------- | -------------------------------- | -------------------------------- | -------------------------------- | -------------------------------- |
| 1864                             | 1878                             | 1890                             | 1900                             | 1911                             | 1920                             | 1930                             | 1940                             | 1950                             | 1960                             | 1970                             | 1981                             | 1991                             | 2001                             | 2011                             |
| 324                              | 307                              | 351                              | 355                              | 332                              | 344                              | 413                              | 410                              | 462                              | 354                              | 378                              | 393                              | 381                              | 392                              | 335                              |